# Аллея Славы (Одесса)
Аллея Славы — мемориальный комплекс в память о павших в годы Великой Отечественной войны. Расположен в Центральном парке культуры и отдыха имени Т. Г. Шевченко.

## Описание мемориала
У входа на аллею Славы установлены две гранитные стелы, между которыми начинаются две дорожки, ведущие к памятнику Неизвестному матросу.
Левая стела выполнена в форме куба (из красного гранита на чёрной плите). На обращённой в сторону парка грани куба выбиты даты начала и окончания Великой Отечественной войны: «1941» и «1945».
Правая стела дугой охватывает часть площади перед аллеей. На стеле — бронзовый барельеф скорбящей матери-Родины на фоне морских волн и со словами: «Своё бессмертие вам Родина вручила, и не забыты ваши имена».

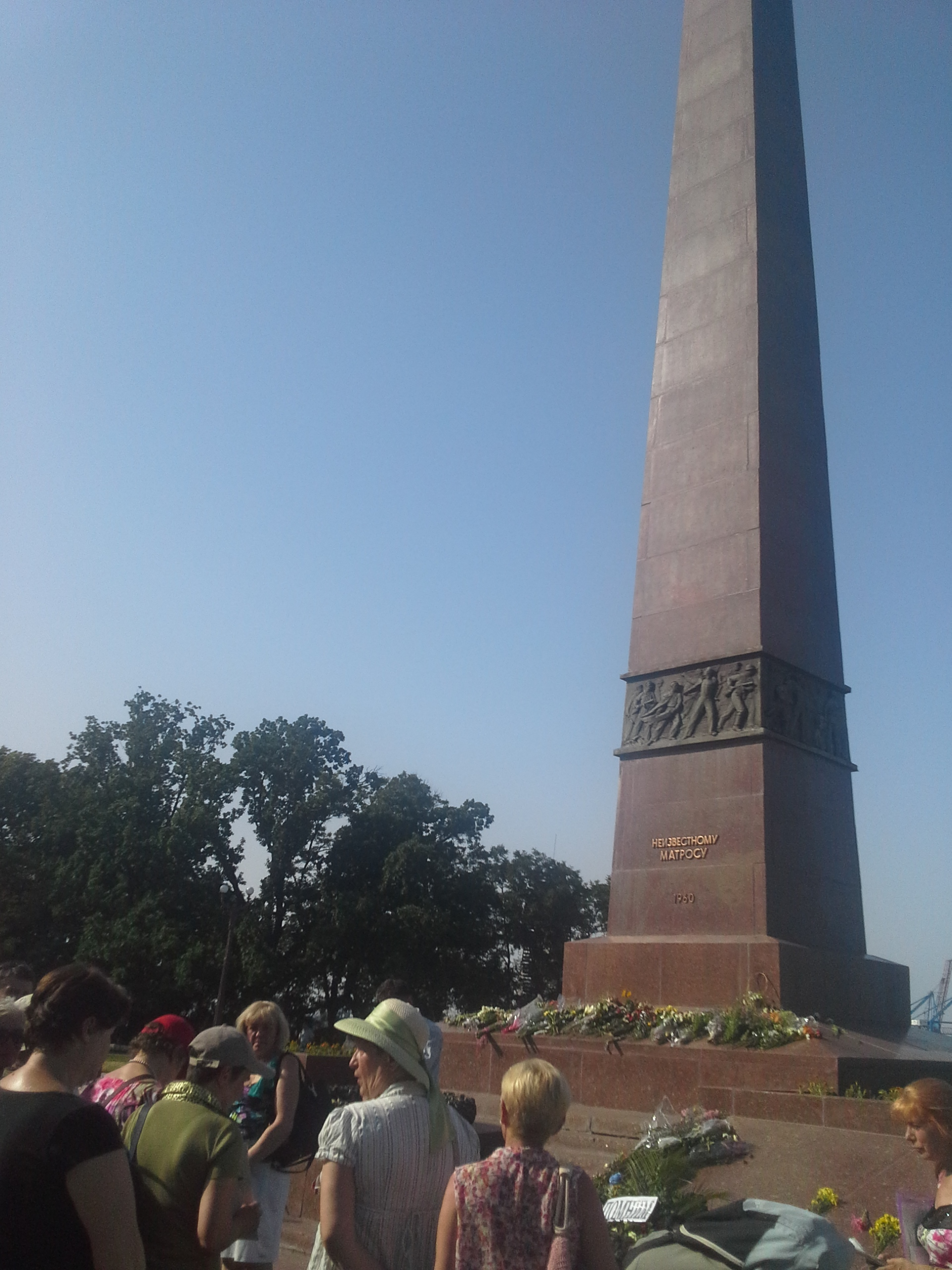
Одесситы на аллее Славы в 75-ю годовщину начала Великой Отечественной войны

В торжественные дни (День Победы, День освобождения Одессы) огромные потоки людей приходят на аллею Славы с цветами и венками, произнося слова благодарности.
В последние годы на аллее Славы одесситы собираются на митинги 22 июня (День Памяти и скорби), 5 августа (начало обороны Одессы) и 16 октября (день оставления Одессы после 73-дневной обороны).

## Памятник Неизвестному матросу
Аллея заканчивается площадкой над обрывом. В центре площадки — устремлённый в небо 21-метровый Памятник Неизвестному матросу, выполненный из красного гранита.
В основании монумента — бронзовые автомат и бескозырка, переплетённые лавровой ветвью Славы.
Перед памятником, на тумбе внутри бронзового венка, изображающего ветки дуба, горит Вечный огонь.
На четырёх сторонах обелиска — четыре барельефа, запечатлевших четыре героических периода в истории Одессы: оборона города в апреле 1854 года; восстание на броненосце «Потёмкин» в 1905 году; Январское вооружённое восстание (1918 год) и Григорьевский десант 1941 года.
Памятник был торжественно открыт 9 мая 1960 г. — в 15-ю годовщину Победы в Великой Отечественной войне — в Центральном парке культуры и отдыха им. Т. Г. Шевченко. В памятнике увековечена память воинов Приморской армии и моряков Черноморского флота, героически оборонявших Одессу в 1941 г. Авторы памятника — архитекторы Г. В. Топуз и П. В. Томилин; скульптор М. И. Нарузецкий.
В 1968 г. на аллее Славы был установлен комсомольско-пионерский Пост № 1. Почётную вахту у Поста № 1 постоянно несут лучшие старшеклассники Одессы.

## Список захоронений

### Участникиобороны Одессы

#### Действующая Армия
- Яков Иванович Осипов[2]
- Владимир Алексеевич Митраков
- Иван Михайлович Демьянов
- Иван Константинович Кубышкин
- Александр Иванович Кузнецов
- Федор Иванович Дука
- Алексей Александрович Маловский[3]
- Яков Георгиевич Бреус
- Никифор Лаврентьевич Кудрявцев[4]
- Геннадий Фёдорович Потёмкин
- Владимир Поликарпович Симонок
- Константин Тимофеевич Семёнов
- Дионисий Парамонович Бойко
- Никита Иванович Панченко
- Александр Алексеевич Нечипоренко[5]
- Семён Андреевич Куница
- Алексей Алексеевич Маланов
- Михаил Егорович Асташкин
- Виталий Тимофеевич Топольский
- Михаил Ильич Шилов
- Андрей Кузьмич Кондрашин

#### Моряки гражданских судов
- Георгий Иванович Вислобоков[6].
- Андрей Иванович Чирков
- Сергей Николаевич Кушнаренко[7]
- Иван Иванович Сокальский[8]
- Сергей Иванович Афанасьев
- Гузлик Андреевич Гавриков

### Партизаны и подпольщики
- Владимир Александрович Молодцов-Бадаев
- Яков Гордиенко
- Константин Николаевич Зелинский
- Василий Дмитриевич Авдеев-Черноморский
- Ян Павлик
- Николай Артурович Гефт

### Участники освобождения Одессы
- Николай Федорович Краснов
- Виктор Константинович Чугунов
- Виталий Васильевич Микрюков
- Иван Семёнович Улитин
- Евгений Михайлович Ярёменко
- майор Борис Иванович Самаров
- Илья Иванович Швыгин
- Григорий Петрович Котов

### Экипажи подводных лодок
- Экипаж подводной лодки М-33 (Командир — капитан-лейтенант Д. И. Суров)
- Экипаж подводной лодки М-60 (Командир — капитан-лейтенант Б. В. Кудрявцев)

## Пост № 1
10 апреля 1968 году с целью военно-патриотического воспитания молодёжи на аллее Славы у памятника Неизвестному матросу был создан «Пост № 1». На базе «Поста № 1» был создан Одесский городской центр военно-патриотического воспитания учащейся молодёжи «Пост № 1». Ежегодно, с апреля по ноябрь, почётную вахту памяти на аллее Славы несут почётные караулы из учащихся школ города Одессы. В караульном помещении «Поста № 1» создан Музей боевой славы.
Адрес «Поста № 1» — Украина, 65014, г. Одесса, ул. Маразлиевская, 1. Директор «Поста № 1» — Плахутенко Владимир Викторович.